# 앉은부채아과
앉은부채아과(----亞科, 학명: Orontioideae 오론티오이데아이[*])는 천남성과의 아과이다. 앉은부채속(Symplocarpus) 등 3개 속으로 이루어져 있다. 앉은부채 등을 포함하고 있다. 리시키톤속(Lysichiton)은 동아시아 및 북아메리카에 각 1종씩, 앉은부채속(Symplocarpus)은 동아시아에 4종 및 북아메리카에 1종, 오론티움속(Orontium)은 북아메리카에 1종이 분포한다.

## 하위 분류
| 현존 - 앉은부채속(Symplocarpus Salisb. ex W.P.C.Barton) - 오론티움속(Orontium L.) - Lysichiton Schott | 멸종 - †Albertarum Bogner, G.L.Hoffman, & K.R.Aulenback. - †Orontiophyllum J.Kvaček & S.Y.Smith |